# Martin Laporte
Martin Laporte est un écrivain, humoriste et pédagogue franco-ontarien. Il a été animateur culturel à l’école Béatrice-Desloges à Orléans. Il occupe à présent le poste d'animateur culturel au Conseil des Écoles Catholiques du Centre-Est (CECCE).

## Biographie
Martin Laporte est diplômé en gestion internationale et gestion financière de l’Université d’Ottawa. Il a présidé la ligue d'improvisation étudiante universitaire pendant deux ans. Pendant la saison estivale, il a produit ses Pensées du jour diffusées sur Internet. 
Il a écrit quatre livres, et fait quelque cent spectacles avec Improtéine.
Depuis plusieurs années, il est annuellement arbitre en chef lors du tournoi d'improvisation théâtrale de l'Association franco-ontarienne des ligues d'improvisation étudiantes (AFOLIE).
Depuis 2013, il est blogueur invité pour le site Web de Yoopa.
Il collectionne les buches ainsi que les disques compacts.